# Digitoxina
Digitoxina é um fármaco utilizado pela medicina como cardiotônico e antiarrítimico. É um glicosídeo cardiotônico derivado dos vegetais Digitalis purpurea e da Digitalis lanata.

## Propriedades

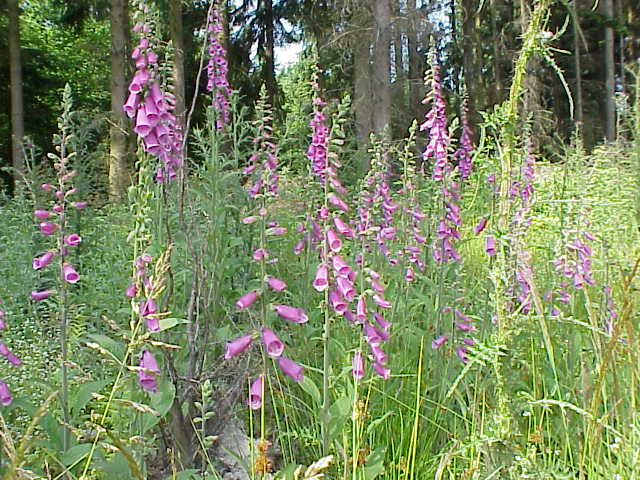
Digitalis purpurea

Causam inibição da passagem dos íons de sódio (inibição reversível da enzima sódio-potássio ATPase) e potássio, assim a entrada de cálcio é facilitada originando um estímulo das células contráteis do miocárdio. Tem metabolismo hepático e sua meia vida é estimada em 120 a 126 horas.

## Indicações
- Insuficiência cardíaca congestiva
- Taquicardia
- Fibrilação artrial

## Interações
A digitoxina não deve ser usada concomitantemente com preparados de cálcio por via intravenosa, pancurônio, epinefrina, e ativadores adrenérgicos.

## Nomes comerciais
- Digitaline nativelle®